# Cernon (Jura)
Cernon es una localidad y comuna francesa situada en la región de Franco Condado, departamento de Jura, en el distrito de Lons-le-Saunier y cantón de Arinthod.

## Demografía[3]
| 297 | 323 | 263 | 291 | 505 | 532 | 544 | 508 | 480 | 464 | 464 | 444 | 417 | 436 | 357 | 360 | 330 | 327 | 324 | 337 | 309 | 420 | 300 | 217 | 233 | 216 | 281 | 285 | 228 | 225 | 268 | 254 | 243 | 243 |
| Para los censos de 1962 a 1999 la población legal corresponde a la población sin duplicidades (Fuente: INSEE [Consultar]) |     |     |     |     |     |     |     |     |     |     |     |     |     |     |     |     |     |     |     |     |     |     |     |     |     |     |     |     |     |     |     |     |     |